# Abrasivo

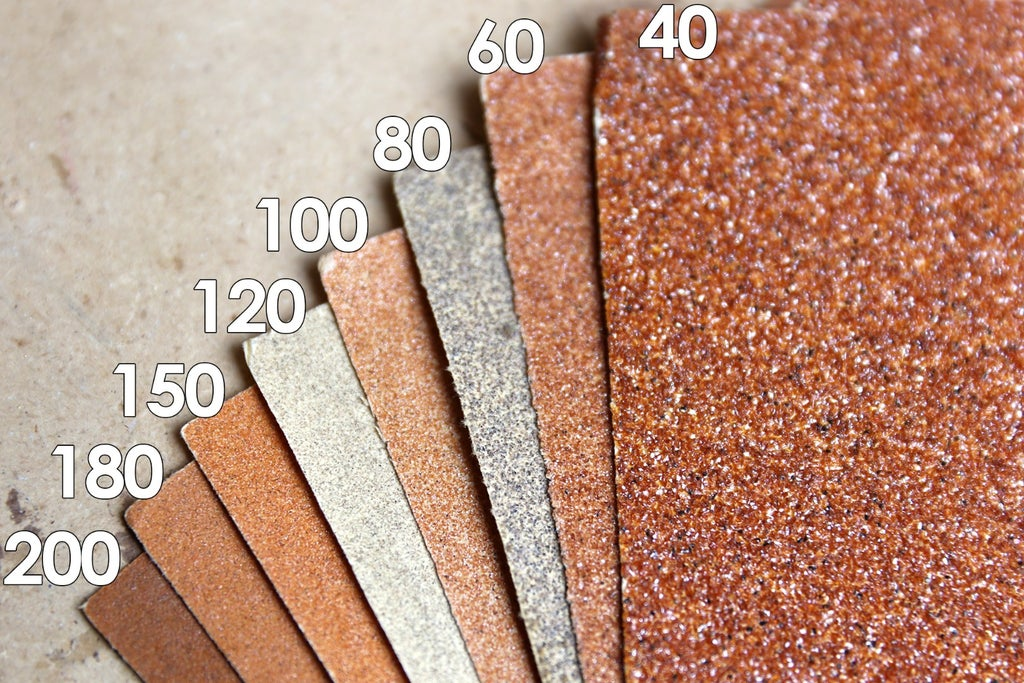
Papel recubierto con material abrasivo de diferentes granulaciones

Un abrasivo es un material, por lo general granulado, que sirve para desgastar o pulir, por fricción, sustancias duras como metales, vidrios, etcétera.Frecuentemente se emplea fijado a soportes de tela o papel grueso y actúa sobre otros materiales aplicando diferentes clases de fuerza mecánica (fricción, etc.) para lograr su desgaste, pulimento, molienda, desbaste, bruñido, rectificado, afilado, lapeado, arenado, triturado, raspado, afinado, refinado o corte. Estos materiales deben poseer una dureza elevada (7 o más en la escala de Mohs) para poder desarrollar esas funciones. Se emplean en todo tipo de procesos: industriales y artesanales. Desde el punto de vista de la tribología se distinguen de los materiales corrosivos en que estos no necesitan fuerza mecánica para producir desgaste o rebaja al material.
En su uso industrial se recurre a máquinas pulidoras, lijadoras de banda, amoladoras, esmeriladoras, ingletadoras o sierras circulares que recurren a discos de corte o de desbaste.

## Historia
La manufactura lítica de hachas y otros instrumentos de piedra obligaba ya a comparar y conocer la dureza relativa de este tipo de materiales. Hay razones para pensar que algún dispositivo para pulir y aserrar piedras se empleaba ya en el 4.000  a. C. en Egipto, aunque la expansión real del uso de abrasivos coincidió con el comienzo de la metalurgia en Oriente Medio sobre el 2000 a. C. El primer uso confirmado de abrasivos para moler metal está fechado en 1.500 a. C., cuando se encontró una daga de acero junto a una piedra de afilar.

## Clases
Los abrasivos pueden ser naturales (diamantes, arenisca, granate, corindón blanco o marrón, pumita o piedra pómez, novaculita, la arena silícea o de sílice / cuarzo, desaconsejada porque produce silicosis, chert, pedernal, diatomita, trípoli micronizado, también llamada piedra podrida o rotten stone, etc.) y artificiales (borazón, microesferas de vidrio, granalla cerámica, granalla plástica, abrasivo vegetal -cáscara de almendra y/o de nuez-, granalla de acero y granalla de acero inoxidable, diamantes sintéticos, ruedas de esmeril o colundita, bandas, coronas y discos abrasivos...).
Los abrasivos revestidos incluyen granos abrasivos cementados sobre un papel de tela, poliéster o fibra vulcanizada, en formatos muy diverso: hojas o bandas de papel de lija, hojas de tela o rollos de esmeril, esponjas y abanicos lijadores…
Los abrasivos adheridos utilizan materiales de grano fino, como el corindón o el carburo de silicio. Son las muelas vitrificadas, las piedras de afilar o las ruedas de resina, caucho o goma laca.
Los abrasivos en grano suelto se emplean fundamentalmente en fabricación de productos de pulido, limpiadores o abrillantadores. El granate, el pedernal, la piedra pómez, el feldespato o la arena de cuarzo, por ejemplo.
Los discos abrasivos permiten un rendimiento mayor con inversión mínima. Se componen de material de corte (grano abrasivo) que recubre la superficie del disco, un aglutinante para los mismos y una malla reforzada, generalmente de fibra de vidrio.
También se clasifican por su mayor o menor dureza. Para ello se valoran según diversas escalas, la más utilizada de las cuales es la escala de Mohs, establecida en 1820 por el mineralogista alemán Friedrich Mohs. Otro factor, importante si se trata de muelas de rectificar o ruedas de afilar, es su granulometría, preferentemente alta. Para su aplicación el grano abrasivo debe fijarse con un aglomerante sobre soporte flexible o semiflexible, o concentrarse en muelas de afilar.
Entre los materiales abrasivos de mejor rendimiento se encuentran el óxido de aluminio (alúmina), bien adaptado al lijado de materiales duros como el acero, el carbono, los aceros de aleación, el bronce y las maderas duras; la arena, el carburo de silicio (también llamado carburindón) ideal para el lijado de metales no ferrosos (aluminio, latón, magnesio, titanio, etc.), caucho, vidrio, plásticos, maderas fibrosas, esmaltes y otros materiales relativamente blandos, por su capacidad de penetración y de corte rápido con presión baja; el borazón (nitruro de boro cúbico) y el diamante. Otros materiales son el óxido de cerio, el óxido de estaño, el carburo de boro, el carburo de tungsteno y otras sustancias cristalinas de carácter inorgánico.
Otro ejemplo de abrasivo es el esmeril, compuesto en su mayoría de óxido de aluminio. Se utiliza para fabricar papel de lija y para procesos de corte con agua a alta presión. Los elementos básicos por considerar en la operación de corte y rendimiento de las ruedas de esmeril son el tipo y tamaño del grano, lija o aglutinante, su dureza y su estructura.
Los abrasivos se usan para fabricar lentes en óptica, en la joyería de gemas, en cantería para trabajar la piedra, el granito y el mármol, en metalurgia para lijar metales y en carpintería para el lijado de maderas duras y blandas. También para lograr el acabado superficial o la mejora en adherencia de superficies metálicas, para el desbarbado y mateado del vidrio, para el chorreado de piezas (eliminación de herrumbre, escamas y cascarilla en superficies metálicas, decoloraciones y limpieza de superficies a presión), preparación de superficies para pintura, anodizado o galvanizado y después de tratamientos térmicos, cromados estéticos y recubrimientos, tratamientos anticorrosión, granallado / shot peening...

## Reducción de costes
Tener el abrasivo adecuado no es suficiente. Es necesario también ajustar perfectamente todos los componentes involucrados en el proceso de lijado, porque se ha demostrado que una reducción de costes de hasta un 40 % es un objetivo realista. Se puede lograr reduciendo el número de rechazos, la duración de los ciclos y el tiempo de inactividad de las máquinas.
Todos los índices o parámetros del proceso (como polea de contacto, velocidad de alimentación, velocidad de corte y lubricante), pueden ser optimizados para mejorar el funcionamiento del abrasivo en uso. Solo al tomar todos estos factores en cuenta se puede lograr una reducción sostenible de costes.

## Grano
El grano es el elemento que efectúa el trabajo de corte y desbaste. Para saber elegir un grano es importante considerar su tamaño (fino o grande) y su tipo. Hay granos naturales y manufacturados, entre los naturales están los diamantes, esmeriles, areniscas, corindón y cuarzos. Generalmente contienen porcentajes grandes de impurezas las cuales podrían hacer difícil la acción de corte y desbaste. Los granos manufacturados se elaboran por métodos controlables en hornos de arco eléctrico ya que la calidad y características de una rueda debe cumplir ciertos requerimientos del rectificado. Se emplean materiales como óxido de aluminio, carburo de silicio, circonio y materiales cerámicos. 
Ya que el grano es el elemento primordial del abrasivo es importante considerar el tamaño que se utilizará. Este, está determinado por el número de malla por pulgada lineal que tiene el tamiz a través del cual pasa el grano en cuestión. 
El uso de abrasivos de grano grueso sirve para materiales suaves, de desbaste rápido, cuando el acabado no es importante y para abarcar grandes áreas de contacto. 
Por el contrario, el grano fino sirve para materiales duros, frágiles y quebradizos como aceros, carburos cementados y vidrio, para acabados finos, para pequeñas áreas de contacto y para mantener pequeños perfiles.

## Lija
El papel de lija o aglutinante es el material de soporte que sostiene el grano pegado al material abrasivo. Se utilizan diversos tipos de aglutinantes, desde yeso o cerámica en algunas piedras abrasivas, hasta materiales sintéticos. Es importante considerar la dureza del material; este es el límite de resistencia con que el material de liga sujeta los granos en la forma de una rueda. También es una medida de resistencia del esfuerzo compuesto del material de liga y granos con las tensiones del rectificado. Esta se puede indicar por medio de letras, empezando con A, B, C, D, etc. como las más blandas y terminando con X, Y, Z como las más duras.